# JS du Ténéré
JS du Ténéré is een Nigerese voetbalclub uit de hoofdstad Niamey. De club speelt in het Général Seyni Kountché Stadion dat het deelt met andere grote clubs als Sahel SC en Olympic.
Eind jaren negentig was de club vrij succesvol in het bekervoetbal toen vijf keer op rij de finale behaald werd, waarvan de laatste vier keer ook de beker gewonnen werd. Begin 2000 werd de club dan ook nog eens twee keer landskampioen.

## Erelijst
Landskampioen
2000, 2001
Beker van Niger
Winnaar: 1997, 1998, 1999, 2000
Finalist: 1996